# Рогузько Сергій Петрович
Сергі́й Петро́вич Рогу́зько — молодший сержант Збройних сил України.

## Життєпис
1995 року звільнився із лав армії, працював в колгоспі, який згодом розвалився. Працював охоронцем на підприємстві в Києві, вдома у Житомирській області лишилися дружина Ірина та дочка. В лютому 2014 пішов до військкомату по повістці, виїхав о 4-й ранку, щоб родина не чула. Пройшов підготовку на Широколанівському полігоні із 120-мм мінометом.
Два місяці ніс бойове чергування на блокпосту під Луганськом. Через знайомого поштою його підрозділ отримав пошматовані ще на війні в Афганістані важкі бронежилети — в додаток до касок часів Другої світової війни. Поранений у нічному бою 17 червня, терористи атакували з 3 сторін, в голові застряг осколок від АГС-17, з 45 вояків підрозділу — 17 поранених. Лікувався в Військово-медичному клінічному центрі Центрального регіону у Вінниці.

## Нагороди
26 липня 2014 року — за особисту мужність і героїзм, виявлені у захисті державного суверенітету та територіальної цілісності України, вірність військовій присязі під час російсько-української війни, відзначений — нагороджений орденом «За мужність» III ступеня.